# 園田健太郎
園田 健太郎（そのだ けんたろう、1982年2月14日 - ）は、日本の作詞家、作曲家、編曲家、シンガーソングライター、音楽プロデューサー。熊本県出身。

## 略歴
中学時代より、マルチトラック・レコーダーを使っての宅録に目覚める。上京後は、宅録家&シンガーソングライターとして活動、インターネットでの配信サイトやライブ活動を展開する。
2009年よりフリーランスの作詞家、作曲家、編曲家として活動開始。本名である「園田健太郎」のほか、楽曲提供の際は「木村有希」「園田智也」など、作風・自身の気分の切り替えとしてペンネームを使い分ける。
そのほか、サウンド・プロデュース、音楽雑誌での記事執筆、ライブの音楽監督、劇伴制作、CDでのコーラス参加などの音楽活動を行う。
2023年より平成音楽大学にて非常勤講師を行う。

## 提供曲

### J-POP
- アイドルリーグ
  - 股間越しのサンタモニカ（編曲） - 1stアルバム『麹町南大会議室』収録曲 (2013)
- Awww!
  - Precious One（作詞・作曲・編曲） -1stシングル「青春は短いらしい」タイプB収録曲 (2020)
  - Maybe...（作詞・作曲・編曲） -配信シングル (2020)
- 杏
  - 夢のかけら（作曲） - ミニアルバム『愛をあなたに』収録曲 (2012)
- いぎなり東北産
  - メタハンマー（作詞・作曲・編曲） - 2ndEP『いぎなりメジャーデビュー』収録曲 - (2022)
  - 結び（作詞・作曲・編曲） - 3rdEP『THE 東北産』収録曲(2023)
  - 轟（作詞・作曲・編曲）- 3rdアルバム『東北産万博』収録曲（2025）
- AKB48
  - 挨拶から始めよう（作曲・編曲） - 39thシングル『Green Flash』収録曲 (2015)
  - 寝たふり（作曲） - 61stシングル『どうしても君が好きだ』収録曲 (2023)
- 江籠裕奈
  - 君が大好き、みたいなんです（作詞・作曲・編曲） - 1stシングル「君が大好き、みたいなんです」収録曲(2022)
- SKE48
  - サヨナラが美しくて（作曲） - 20thシングル『金の愛、銀の愛』Type-C盤収録曲 (2016)
  - 電線は消えても（作曲・編曲） - 29thシングル『心にFlower』劇場盤収録曲 (2022)
- EBiDAN NEXT
  - カチカク（作詞・作曲・編曲） - 配信限定シングル「Honest」収録曲(2021)
- 遊助
  - 全部好き。（作曲・編曲） - 7thシングル『全部好き。』収録曲 (2011)
  - 雄叫び（作曲・編曲） - 8thシングル『雄叫び』収録曲 (2011)
  - てんとう虫（作曲・編曲） - 10thシングル『Baby Baby』収録曲 (2012)
  - 雄叫び 和心Mix（作曲・編曲）-1stミニアルバム『あの・・お祭りですケド。』収録曲 (2012)
  - 彩道（共編曲）-11thシングル『VIVA!Nossa Nossa』収録曲 (2012)
  - 鼻毛祭りのDooon踊り（編曲） - 6thアルバム『あの・・こっからが楽しんですケド。』収録曲 (2016)
  - がぶり街道（作曲・編曲） - 6thアルバム『あの・・こっからが楽しんですケド。』収録曲 (2016)
  - 凛（作曲・編曲） - 21stシングル『凛』収録曲 (2016)
  - 雑草より（作曲・編曲）-23rdシングル『雑草より』収録曲(2017)
  - 雷鳥（作曲・編曲）-8thアルバム『あの・・こっからが山場なんですケド。』収録曲(2018)
  - 俺と付き合ってください。（共作曲・編曲）-25thシングル『俺と付き合ってください。』収録曲(2018)
- カラフルダイヤモンド
  - Baby Shiny Ray（作詞）- 1stシングル「あまキュン」Type-B収録曲(2023)
- 関ジャニ∞
  - 乱れ咲けロマンス（作詞・作曲） - 20thシングル『愛でした。』収録曲 (2012)
- CUBERS
  - トーキョーラビリンス（共作詞・共作曲・共編曲） - 2ndアルバム「MAJOR OF CUBERS 2」収録曲(2023)
- さくらしめじ
  - きのうのゆめ（編曲） - 1stシングル『いくじなし / きのうのゆめ』収録曲 (2014)
  - ふうせんはなび（編曲） - 4thシングル『ひだりむね』収録曲 (2016)
  - ねこの16ビート（作詞・作曲・編曲） - 1stアルバム『ハルシメジ』収録曲 (2018)
  - えそらごと（共編曲） - 1stアルバム『ハルシメジ』収録曲 (2018)
  - fragile（編曲） - 5thシングル『あやまリズム』収録曲 (2017)
  - 先に言うね（作曲・編曲） - 配信シングル『先に言うね』収録曲 (2019)
  - 青春の唄（編曲）- 2ndアルバム『改めまして、さくらしめじと申します。』収録曲(2020)
  - 会いに行こう（編曲）- 2ndミニアルバム『ボタン』収録曲(2021)
  - コトノハ（編曲）- 3rdアルバム『ゆくえ』収録曲(2023)
- J☆Dee'Z
  - Dance Dance Solution（作曲・編曲） -1stミニアルバム『あと一歩』収録曲 (2018)
- Sharply♯
  - ジガジさん（作詞・作曲・編曲）- 配信曲「ジガジさん」収録曲(2023)
  - 姫プな恋心（作詞・作曲・編曲）- 配信曲「姫プな恋心」収録曲(2023)
- ジャニーズWEST
  - アンジョーヤリーナ（作詞・作曲・編曲） -12thシングル『アメノチハレ』初回盤A収録曲 (2018)
- SHU-I
  - arigatou（作曲） - BESTアルバム『BEST』収録曲 (2015)
- スタプラ研究生
  - 追い風とストーリー（編曲） - 配信シングル「追い風とストーリー」収録曲(2023)
- 大国男児
  - Someday（編曲） - 5thシングル『Jumping』収録曲 (2012)
- 超特急
  - Asayake（作詞・作曲・編曲） -19thシングル「Asayake」収録曲 (2020)
- NMB48
  - ひな壇では僕の魅力は生きないんだ（作曲） - 7thシングル『僕らのユリイカ』Type-C盤収録曲 (2013)
  - 無限大ノック（作曲・編曲） - 22ndシングル『初恋至上主義』Type-C盤収録曲 (2019)
- 乃木坂46
  - 指望遠鏡（編曲） - 4thシングル『制服のマネキン』収録曲 (2012)
- Not yet
  - ささやかな僕の抵抗（作曲） - 5thシングル『ヒリヒリの花』Type-C盤収録曲 (2013)
- BATTLE BOYS NAGOYA
  - いりゃあせ名古屋（作詞・作曲・編曲） -1stシングル『ebidence』収録曲 (2018)
- BMK
  - 午後10時のon the road（作詞） -1stシングル「モンスターフライト」タイプM盤収録曲 (2021)
- ベイビーレイズJAPAN
  - ニッポンChu!Chu!Chu!（作詞・作曲・編曲） -2ndアルバム『ニッポンChu!Chu!Chu!』収録曲 (2016)
- M!LK
  - lovesongがうたえない（編曲） -山﨑悠稀ソロ歌唱曲 (2016)
  - テルネロファイター（作詞・作曲・編曲）-6thシングル「テルネロファイター」収録曲(2017)
  - ボクラなりレボリューション（作詞・作曲・編曲）-7thシングル「ボクラなりレボリューション」収録曲(2018)
  - 交差点、信号、君と僕（作詞・作曲・編曲）-2ndアルバム「Time Capsule」収録曲(2019)
  - かすかに、君だった。（作詞・作曲・編曲）-9thシングル「かすかに、君だった。」収録曲(2019)
  - ERA（作詞・作曲・編曲）-10thシングル「ERA」収録曲(2019)
  - Winding Road（作詞・作曲） -3rdアルバム「Juvenilizm-青春主義-」収録曲(2020)
  - 晴れのち曇り時々虹（作詞・作曲・編曲）- 3rdアルバム「Juvenilizm-青春主義-」収録曲(2020)
  - 君がくれた宝物ならココにある（共作詞）- 3rdアルバム「Juvenilizm-青春主義-」収録曲(2020)
  - Juvenilizm-青春主義-（ミュージックディレクション等）(2020)
  - BANZAI（作詞・作曲・編曲）-配信32秒シングル(2020)
  - HEADBANG!（作詞・作曲・編曲）-4thアルバム「HOME MADE CHU!?」収録曲（2020)
  - Ribbon（作詞）-メジャー1stシングル「Ribbon」収録曲(2021)
  - 奇跡が空に恋を響かせた（作詞）-メジャー2ndシングル「奇跡が空に恋を響かせた」収録曲(2022)
  - 最愛（作詞・作曲・編曲）-メジャー2ndシングル「奇跡が空に恋を響かせた」収録曲(2022)
  - ジブンエール（編曲）-メジャー1stアルバム「Jewel」収録曲(2023)
  - Milestone（作詞・作曲・編曲）-メジャー1stアルバム「Jewel」収録曲(2023)
  - ピースサイン（作詞）-メジャー4thシングル「Kiss Plan」収録曲（2024）
  - On your mark（作詞）-メジャー2ndアルバム「Mix」収録曲(2025)
- Lienel
  - Love Me Madly（作詞・作曲・編曲）- 1stシングル「Love Me Madly」収録曲(2023)
  - Melty Flowers（作詞・作曲・編曲）- 3rdシングル「Melty flowers」収録曲(2023)
  - Go Around The World（作詞・作曲・編曲）-5thシングル「Go Around The World」収録曲(2025)
  - 罪と罰（作詞・作曲・編曲）-1st アルバム「罪と罰」収録曲(2025)
- レイニ
  - Spiral feat. Yura（作詞）-フジテレビ系ドラマ 木曜劇場『愛の、がっこう。』主題歌(2025)
- わーすた
  - ハロー to the world（作詞） -ミニアルバム「What's "standard"!?」収録曲 (2020)
  - Congrats!（作詞） -7thシングル「春花火」収録曲 (2021)
  - 詠み人知らずの青春歌（作詞） -8thシングル「詠み人知らずの青春歌」収録曲 (2021)
  - オーダーメイドとレディーメイド（作詞）-9thアルバム「我々はネコである。」収録曲(2022)
  - Cat Walkin'（作詞）-9thアルバム「我々はネコである。」収録曲(2022)
  - セラセラヴィ。（作詞）-11thシングル「メロメロ!ラヴロック」収録曲 (2023)
  - 星の降らないタイムライン（作詞・作曲・共編曲）-11thシングル「メロメロ!ラヴロック」収録曲 (2023)
  - 恋に恋する眠り姫（作詞）-12thシングル「えいきゅーむちゅーでこうしんちゅっ!♡」収録曲 (2024)
  - 君とtea for two♡（作詞）-13thシングル「夏恋ジレンマ」収録曲 (2024)
- 若狭みなと
  - 光れ 〜Circle of smile〜（作詞） - 2012/13 Vリーグオフィシャルテーマソング (2013)
  - Tomorrow（作詞） - 1stアルバム『光れ 〜Circle of smile〜』収録曲 (2013)
- 若旦那
  - 俺達の青春（共作詞・共作曲） - 2ndアルバム『LIFE IS MOUNTAIN』収録曲 (2013)
- 渡辺美優紀
  - Perfect Girl（作詞） -1stLIVETOUR2018『〜Milky Landだよね〜』演奏曲 (2018)

### 声優＆アーティスト＆VTuber
- 蒼井翔太
  - Tone（作詞・作曲） - TVアニメ「この音止まれ！」OP曲(2019)
- 麻倉もも
  - めいきゅーらぶみー（作詞） - 15thシングル「めいきゅーらぶみー」収録曲(2025)
- アフィリア・サーガ
  - ヴィーナスと蒼き七つの海（作曲） - 2014年アフィリア・サーガワンマンツアー『ヴィーナスと蒼き七つの海』テーマ曲(2014)
  - この歌に永遠の愛を捧ぐ（作詞・作曲） - 2017年アフィリア・サーガワンマンツアー『永遠の蒼き愛の女神』テーマ曲(2017)
- 石田燿子
  - Wanna Fly?（作詞・作曲・編曲）- TVアニメ「ワールドウィッチーズ発進しますっ!」OP曲　26thシングル「Wanna Fly?」収録曲(2021)
- Uncle Bomb
  - パンダ先生（作詞・作曲・編曲） - 2nd miniアルバム「Two-sides」収録曲(2016)
  - Haile Flux（作詞・作曲・編曲）- 3rd miniアルバム「No Way, But」収録曲（2017）
  - IBUNKAコミュニケーション（作曲・編曲）- 4th miniアルバム「dimension」収録曲（2018）
  - 明日テンキになあれ（作曲・編曲）- 5th miniアルバム「Five Leaves」収録曲（2020）
- 飯田里穂
  - いつか世界が変わるまで（編曲） - TVアニメ「寄宿学校のジュリエット」ED曲(2018)
- 伊藤美来
  - Shocking Blue（作曲・編曲） - TVアニメ「武装少女マキャヴェリズム」OP曲(2017)
  - No.6（作詞・作曲） - TVアニメ「戦闘員、派遣します!」OP曲(2021)
- 上坂すみれ
  - ハッピーエンドプリンセス（共編曲）- TVアニメ「ティアムーン帝国物語～断頭台から始まる、姫の転生逆転ストーリー～」OP曲(2023)
- 内田真礼
  - Agitato（作曲・共編曲） - 2ndアルバム「Magic Hour」収録曲(2018)
- 内田雄馬
  - Before Dawn（共作詞・共作詞・共編曲） - 2ndシングル「Before Dawn」収録曲(2018)
- エラバレシ
  - Harmony（作詞・作曲・編曲） -8thシングル「Ambitious」収録曲(2022)
  - 奇跡は一人じゃ起こせない（作詞・作曲） -9thシングル「スマイルマイレージ」収録曲(2023)
- オーイシマサヨシ
  - ウルトラSing!!（作詞・共作曲・共編曲） - 3rdシングル「Hands」収録曲(2018)
  - Hero（作詞）- アニメ「モンスターストライク」～ノア 方舟の救世主～ 主題歌 4thシングル「楽園都市」収録曲(2019)
  - Departure（作詞・共作曲・共編曲） - アニメ「モンスターストライク」～ノア 方舟の救世主～ 挿入歌 4thシングル「楽園都市」収録曲(2019)
- おなもみクローバーZ
  - ONAMOMI革命 ～年度末のわたし～（作曲・編曲） - 1stシングル「ONAMOMI革命 ～年度末のわたし～」収録曲(2017)
  - 魅惑のダンディー（作曲・編曲） - 1stシングル「ONAMOMI革命 ～年度末のわたし～」収録曲(2017)
- 風真いろは
  - 魔法少女まじかる☆ござる（作詞・作曲・編曲）- 配信シングル(2024)
- 鹿乃
  - Hiraeth（作詞・作曲・編曲）- 推理ゲーム『ソフィアは嘘と引き換えに』主題歌 (2025)
- 鬼頭明里
  - The One（作詞・作曲）- 1stミニアルバム「Kaleidoscope」収録曲(2021)
- 熊田茜音
  - カコ→イマ→ミライ→？（作曲・編曲）- 配信シングル(2020)
  - いいんだよ（作詞・作曲・編曲）- 1stアルバム「世界が晴れたら」収録曲(2022)
- CONNECT
  - My Kingdom has come（作詞・作曲・編曲） - 3rdミニアルバム『CONNECTのたのしいおんがく』収録曲(2013)
- 佐咲紗花
  - Go future（作詞・作曲・編曲） - 16thシングル「ヒトツボシ」収録曲『ウルトラヒーローズEXPO THE LIVE』テーマソング(2019)
  - ダイアログ（作曲・編曲) - 10th Anniversary ベスト・アルバム「SAYABEST 2010-2020」収録曲(2020)
- シクフォニ
  - Magic（作曲・編曲） -みことソロ曲 (2024)
- 洲崎西
  - 次のヒロインは・・・私!!（作詞・作曲・編曲） - 『6COLORS〜SEASIDE LIVE FES 2013』収録曲(2013)
- 鈴木愛奈
  - 求愛（作詞・作曲・編曲）- 5thシングル「果てのない旅」カップリング曲[2]（2024年）
- SparQlew
  - レター（作曲・編曲）- 上村祐翔　1stミニアルバム「Daybreak」収録曲(2021)
- Smewthie
  - bitter sweet darling（作詞・作曲・編曲）- 配信限定スタートアップシングル　｢bitter sweet darling｣収録曲(2021)
  - Cat!!してSuperGirls（作詞・作曲・編曲）- TVアニメ「東京ミュウミュウ にゅ〜♡」OP曲　1stアルバム「Cat!!してSuperGirls／トキメキ☆イチゴいちえ」収録曲(2022)
  - めがもるふぉ〜ぜ♡（作詞・共編曲）- TVアニメ「東京ミュウミュウ にゅ〜♡第2期」OP曲 「めがもるふぉ～ぜ♡／Can-do Dreamer」収録曲(2023)
  - Love is War（作詞・作曲・編曲） - TVアニメ「東京ミュウミュウ にゅ〜♡第2期」OP曲 「めがもるふぉ～ぜ♡／Can-do Dreamer」収録曲(2023)
  - 笑顔乱舞（作詞） - 黄歩鈴(CV:戸田梨杏) 『東京ミュウミュウ にゅ〜♡』そうにゅ〜か！収録曲(2023)
- DIALOGUE+
  - パジャマ de パーティー（編曲）- 1st ミニ・アルバム「DREAMY-LOGUE」収録曲(2020)
- 田中有紀
  - Familiar（作詞） - TVアニメ『転生貴族、鑑定スキルで成り上がる』第二期ED曲(2024)
  - Tapestry（作詞・作曲・編曲） - TVアニメ『Aランクパーティを離脱した俺は、元教え子たちと迷宮深部を目指す。』第三部ED曲(2025)
- 田村ゆかり
  - ガラスの靴にMoonglow（作曲・編曲） - ミニ・アルバム「Princess Limited」収録曲(2017)
  - 囀りのない部屋（作曲・編曲） - ミニ・アルバム「Princess Limited」収録曲(2017)
  - Only oneのあなたのせいよ（作曲・編曲） - 11thアルバム「Candy tuft」収録曲(2020)
  - Catch me Cats me（作曲・編曲） - 11thアルバム「Candy tuft」収録曲(2020)
  - Exactly（作曲・編曲) - 12thアルバム「あいことば。」収録曲(2021)
  - Umbrella Sign（作曲・編曲） - 12thアルバム「あいことば。」収録曲(2021)
  - Bejewel Escape（作曲・編曲） - 13thアルバム「かくれんぼ。」収録曲(2023)
  - QT Two-Face（作曲・編曲） - 13thアルバム「かくれんぼ。」収録曲(2023)
  - Poppin’ Magic（作曲・編曲） - ミニアルバム「I love it♡」収録曲(2024)
  - Sweet alert（作曲・編曲） - ミニアルバム「I love it♡」収録曲(2024)
  - 恋はBoon Boon Boon（作曲・編曲） - ミニアルバム「Felice」収録曲(2025)
  - 爪先立ちのシンデレラ（作曲・編曲） - ミニアルバム「Felice」収録曲(2025)
  - しあわせCode（作曲・編曲） - ミニアルバム「Felice」収録曲(2025)
- 富田美憂
  - インソムニア・マーメイド（作曲・編曲）- 3rdシングル「Broken Sky」収録曲(2020)
  - Sweet Sweet Sweat（作詞・作曲・編曲）- 2ndアルバム「Violet Bullet」収録曲(2024)
- 中島愛
  - 好キッス!KISS!!（作詞・作曲） - 配信限定シングル、2ndアルバム『Be with you』収録曲(2011)
  - Megu2 Magic（作詞・作曲・編曲） - 配信限定シングル、3rdアルバム『Thank You』収録曲(2012)
  - Wish（作詞・共作曲・共編曲）- 3rdアルバム『Thank You』収録曲(2014)
- 浪川大輔
  - HIYAKE!ダンシング（作曲・編曲） - 6thシングル「HIYAKE!ダンシング」収録曲(2019)
- NoB
  - End or Next（編曲）- Tencent スマホゲーム「聖闘士星矢」2周年記念楽曲(2020)
- Hi!Superb
  - cutie,cutie（作詞・作曲） - 1st Single「Turn Into Love」収録曲(2018)
  - Journey（作曲・編曲）-1st Album「Hi!Buddy!!」収録曲(2019)
- HIMEHINA
  - 流れ行く命（作曲・編曲）- 2ndアルバム「希織歌」収録曲(2021)
  - 空っぽの箱庭（作曲・編曲）- 田中ヒメ配信シングル「空っぽの箱庭」(2023)
  - Lemonade（作曲・編曲）- 4thアルバム「Bubblin」収録曲(2025)
- ピュアリーモンスター
  - 蒼空の彼方（作曲・編曲）- 1stアルバム「PURE×PURE×PURE」収録曲(2021)
  - Juvenile（作詞・作曲・編曲）- 5thシングル「Wake up to a Brand new day」収録曲(2021)
- Pretty Ash
  - アイデンティティ（編曲） -1stシングル「アイデンティティ」収録曲 (2020)
- Machico
  - fantastic dreamer（作詞・作曲・編曲） - TVアニメ「この素晴らしい世界に祝福を!」OP曲(2016)
  - マケズギライなThank you（作詞・作曲・編曲） - 4thシングル「TOMORROW」収録曲(2017)
  - ココロメロディー（作曲・編曲） - 1stアルバム「SOL」収録曲(2017)
  - Million Smile（作詞・作曲・編曲）- PlayStation(R)4、PlayStation(R)Vita 用ADVゲーム『この素晴らしい世界に祝福を!‐この欲深いゲームに審判を!‐』主題歌（2017）
  - Growing Up（作詞・作曲・編曲）- TVアニメ「この素晴らしい世界に祝福を!」第三期OP曲(2024)
- 美郷あき
  - 挑戦!デコボコ未来（作曲） - 16thシングル『Wild succession』収録曲(2009)
  - Dear my tears（作詞） - 24thシングル『守護心PARADOX』収録曲(2012)
- 水樹奈々
  - めぐり逢うすべてに（作曲） - 12thアルバム「NEOGENE CREATION」収録曲(2016)
  - TWIST&TIGER（作曲）  - 12thアルバム「NEOGENE CREATION」収録曲(2016)
  - 優しい記憶（作曲・編曲）- シングル「ADRENALIZED」収録曲（2024年）[3]
- 夢限大みゅーたいぷ
  - 夢現妄想世界（作曲・編曲）- 配信シングル「夢現妄想世界」(2023)
- LiSA
  - 雨上がりの空とキミ（作詞） - 5thシングル『Rising Hope』期間生産限定盤収録曲(2014)
- Luce Twinkle Wink☆
  - I'mpossible?（作曲・編曲）- TVアニメ「たとえばラストダンジョン前の村の少年が序盤の街で暮らすような物語」ED曲　6thシングル「I'mpossible?」収録曲(2021)
- 矢田悠祐
  - おかえり。（作詞・作曲・編曲） -  TVアニメ「SUPER LOVERS」OP曲(2016)
- 吉野裕行
  - Last Question（作曲・編曲） - 3rd mini album「CYCLE」収録曲(2016)
  - JUMP JAM JUMP（作曲・編曲） - 1st古アルバム「カタシグレ」収録曲(2021)

### アニメ関連
- アイドル事変
  - ワンダーランドの角砂糖（作曲・編曲） -  天羽くるは（CV:吉田有里）清水由奈（CV:芹澤優）雨宮唯奈（CV:近藤唯）(2017)
- アイドルマスター
  - HUG（作詞・作曲・編曲）- 「THE IDOLM@STER MASTER ARTIST 4 05 我那覇 響」収録曲(2020)
- THE IDOLM@STER SHINY COLORS
  - Resonance＋（作詞・作曲・編曲）- THE IDOLM@STER SHINY COLORS L@YERED WING 01 収録曲(2021)
  - 平行線の美学（作詞）- THE IDOLM@STER SHINY COLORS “CANVAS” 08収録曲(2023)
  - ハナムケのハナタバ（作詞・作曲・編曲）- 配信シングル曲（2024）
  - 無垢（作詞）- 「THE IDOLM@STER SHINY COLORS COLORFUL FE@THERS -CoMETIK-」収録曲（2024）
  - Clean.Clean up（作詞）- THE IDOLM@STER SHINY COLORS ECHOES 08収録曲(2024)
- アイドルマスター シンデレラガールズ
  - Happy×2 Days（作詞・編曲） - CANDY ISLAND「THE IDOLM@STER CINDERELLA GIRLS ANIMATION PROJECT 04 Happy×2 Days」収録曲(2015)
  - shabon song（作詞） - 城ヶ崎美嘉・小日向美穂「アイドルマスター シンデレラガールズ」Blu-ray&DVD第3巻完全生産限定版特典ボーカルCD「346Pro IDOL selection vol.2」収録曲(2015)
- アイドルマスター ミリオンライブ! シアターデイズ
  - 唸れ！ミリオンアーマー！（作詞・作曲・編曲）- 篠宮可憐(CV:近藤唯)桜守歌織(CV:香里有佐) イベント内楽曲(2024)
  - Lullaby for Armors（作詞・作曲・編曲）- 星井美希 (CV：長谷川明子)北沢志保(CV：雨宮天)エミリー スチュアート(CV：郁原ゆう)高山紗代子(CV：駒形友梨)中谷育(CV：原嶋あかり)イベント内楽曲(2025)
- おばけずかん
  - おばけずかんのうた ～いつでも どこでも～（編曲） - ボーニャン（CV：水樹奈々） TVアニメ「おばけずかん」主題歌(2020)
- ガールズ&パンツァー
  - 1PLDK（作曲・編曲）-秋山優花里(CV:中上育実)『TVアニメ ガールズ&パンツァー キャラクターソング vol.4』収録曲(2012)
- 彼女がフラグをおられたら
  - 純情ソーダ（作曲) - 英雄崎凛(CV:日笠陽子)TVアニメ「彼女がフラグをおられたら 第5巻（初回生産限定版）」BD&DVD第五巻特典CD「ミュージックフラグメント5」収録曲(2014)
- 血液型くん!
  - さよならフルムーン（作詞・作曲・編曲） - 鳴海杏子 TVアニメ「血液型くん!4」主題曲(2016)
- ご注文はうさぎですか?
  - ぽっぴんジャンプ♪（作曲） - チマメ隊（CV:水瀬いのり、徳井青空、村川梨衣）TVアニメ「ご注文はうさぎですか?」EDテーマ曲(2014)
  - 色葉おしながき（作曲） - 千夜（CV:佐藤聡美)TVアニメ「ご注文はうさぎですか？」キャラクターソング③(2014)
  - チョコリズムチョコルール（作曲・編曲） - ココア（CV:佐倉綾音)TVアニメ「ご注文はうさぎですか？」Petit Rabbit’s『宝箱のジェットコースター収録曲』(2015)
  - Everyday Level Up!!（作詞・作曲・編曲） - マヤ(CV:徳井青空) TVアニメ『ご注文はうさぎですか？？キャラクターソングシリーズ03 マヤ』(2016)
  - 素敵なダンスタイム（作詞・作曲・編曲） - メグ(CV:村川梨衣) TVアニメ『ご注文はうさぎですか？？キャラクターソングシリーズ05 メグ』(2016)
  - FUN!FUN!（作曲） -  チノ（CV:水瀬いのり)『ご注文はうさぎですか？？キャラクターソングシリーズ06 チノ』(2016)
  - ハピネスアンコール（作曲）-Petit Rabbit's with beans『ご注文はうさぎですか?? ～Dear My Sister～』挿入歌（2017）
  - のんピースマイペース（作曲・編曲）-ココア(CV:佐倉綾音)&千夜(CV:佐藤聡美)『ご注文はうさぎですか？？』デュエットソングアルバム（2017）
  - Sing a Song!!!!!（作詞・作曲・編曲）-リゼ(CV:種田梨沙)&マヤ(CV:徳井青空)『ご注文はうさぎですか？？』デュエットソングアルバム（2017）
  - ホットホワイトデリバリー♪（作曲・編曲）-モカ(CV:茅野愛衣) ご注文はうさぎですか？？バースデイソングシリーズ02 モカ（2019）
  - チャイム♪タイムカプセル（作曲・編曲）-メグ(CV:村川梨衣) ご注文はうさぎですか??バースデイソングシリーズ08 メグ（2019）
  - ユメ＜ウツツ→ハッピータイム（作曲・編曲）-Petit Rabbit's 「天空カフェテリア」収録曲（2020）
- この素晴らしい世界に祝福を!
  - Do M（作詞・作曲・編曲） - ダクネス(CV：茅野愛衣)TVアニメ「この素晴らしい世界に祝福を！」キャラクターソングアルバム「唄う我らに臨時報酬を！」収録曲(2016)
  - ハローグッバイ（作詞・作曲・編曲） - ルナ(CV：原紗友里) TVアニメ「この素晴らしい世界に祝福を！」キャラクターソングアルバム「唄う我らに臨時報酬を！」収録曲(2016)
- 実は私は
  - 絶対秘密主義！（作詞・作曲・編曲） - 白神葉子(CV：芹澤優)「実は私は I am… キャラクターソング vol.1」収録曲(2015)
- 銃皇無尽のファフニール
  - Ray of bullet（作詞・作曲・編曲） - イリス・フレイヤ(CV:日高里菜)、物部深月(CV:沼倉愛美)TVアニメ「銃皇無尽のファフニール」エンディングテーマ曲(2015)
  - 恋せよ乙女!（作詞・作曲・編曲） - ティア・ライトニング(CV:佐倉綾音)「銃皇無尽のファフニール キャラクター・ソング・アルバム－“D”の少女たち－」収録曲(2015)
  - Aigis（作詞） - アリエラ・ルー(CV:徳井青空)「銃皇無尽のファフニール キャラクター・ソング・アルバム －麗しのミッドガル－」収録曲(2015)
  - honesty（作詞） -リーザ・ハイウォーカー(CV:金元寿子) 「銃皇無尽のファフニール キャラクター・ソング・アルバム －麗しのミッドガル－」収録曲(2015)
- 少女☆歌劇 レヴュースタァライト
  - Everlasting Show to the SHOW！（作曲・編曲）-シークフェルト音楽学院 少女☆歌劇 レヴュースタァライト -Re LIVE-舞台主題歌シングル「Delight to me！」収録曲(2022)
- スケートリーディング☆スターズ
  - My buddies（作詞）- 前島絢晴（CV. 内田雄馬）　スケートリーディング☆スターズキャラクターソングミニアルバム①収録曲(2021)
  - 陽と陰（作詞・作曲・編曲・コーラス）- 石川 一（CV. 野島裕史）＆石川 二（CV. 野島健児）　スケートリーディング☆スターズキャラクターソングミニアルバム②収録曲(2021)
- スタミュ
  - SING A SONG！MUSICAL！（作曲） - 華桜会［鳳樹(CV:諏訪部順一) 柊翼(CV:平川大輔)暁鏡司(CV:森久保祥太郎)楪=クリスチアン=リオン(CV:鳥海浩輔)漣朔也(CV:羽多野渉)］「スタミュ ミュージカルソングシリーズ☆SHOW TIME 10☆」収録曲(2015)
  - Knock on Dream！（作曲・編曲） - 星谷悠太(CV.花江夏樹)揚羽 陸(CV.島﨑信長)「☆2nd SHOW TIME 8☆ 星谷×揚羽&揚羽×遥斗」収録曲(2017)
  - NEW NOW!（作曲・編曲）- team鳳×揚羽 陸(CV.島﨑信長) ×北原 廉(CV.梅原裕一郎)「☆3rd SHOW TIME 2☆ team鳳×揚羽×北原&揚羽×蜂矢×北原×南條/「スタミュ」ミュージカルソングシリーズ」収録曲(2019)
  - ハンドメイド HAPPY! （作曲・編曲）- 那雪シスターズ　那雪ゆうき(CV:阿澄佳奈),那雪つむぎ(CV:金元寿子)「☆3rd SHOW TIME 6☆team鳳×team柊×team楪×team漣＆那雪シスターズ」収録曲(2019)
  - ONE CHANCE（作曲・編曲） - 戌峰誠士郎(CV:丹澤誠二)「ミュージカル スタミュ team柊 Caribbean Groove」収録曲(2018)
  - Welcome,Thank you（作曲・編曲） - team柊「ミュージカル スタミュ team柊 Caribbean Groove」収録曲(2018)
  - Re STARTER!（作曲・編曲） - team鳳「ミュージカル「スタミュ」-2ndシーズン-オリジナルソングアルバム」収録曲(2018)
- ストライク・ザ・ブラッド
  - Engagement ～約束～（作曲・編曲）- 姫柊雪菜（CV：種田梨沙）OVA「ストライク・ザ・ブラッドFINAL」ED曲(2022)
- ダイヤのA
  - 追い風に告ぐ（作曲・編曲） -小湊亮介(CV:岡本信彦) TV ダイヤのA キャラクターソングシリーズ Vol.4収録曲(2014)
  - GOLDMINE（作曲・編曲） -轟雷市(CV:小野賢章) TV ダイヤのA キャラクターソングシリーズ (2014)
  - BLUE WINDING ROAD（作曲・編曲） -青道高校野球部［沢村栄純 (CV: 逢坂良太)、降谷暁 (CV: 島﨑信長)、小湊春市 (CV: 花江夏樹)、金丸信二 (CV: 松岡禎丞)、東条秀明 (CV: 蒼井翔太) TVアニメ「ダイヤのA-SECOND SEASON-」EDテーマ曲(2015)
  - WIN GLORY（作曲・編曲） -東条秀明(CV:蒼井翔太) TV ダイヤのA キャラクターソングシリーズ (2015)
  - GET OVER（作曲・編曲） -川上憲史(CV:下野紘) TV ダイヤのA キャラクターソングシリーズ(2015)
- チート薬師のスローライフ
  - マイニチカシマシファーマシー（作詞・作曲・編曲）- ノエラ（CV.松田利冴）& ミナ（CV.[熊田茜音）with 桐尾礼治（CV.福島潤） TVアニメ「チート薬師のスローライフ」ED曲(2021)
- ちおちゃんの通学路
  - Danger in my 通学路（作詞） - 三谷裳ちお（大空直美）、野々村真奈菜（小見川千明）、細川雪（本渡楓）TVアニメ「ちおちゃんの通学路」OP曲(2018)
  - 青春とは？（作詞・作曲・編曲）  - 三谷裳ちお（大空直美）「Danger in my 通学路」収録曲(2018)
- てーきゅう
  - グルテン哀歌（作詞・作曲・編曲）- 近藤うどん子（CV:石原夏織）（2016）
  - ニホンゴワカリマセン（作詞・作曲・編曲）- トマリン（CV:小倉唯）（2016）
- ディーふらぐ!
  - 可憐孤高の花びら（作詞・作曲・編曲） - 高尾部長（CV:伊藤静）TVアニメ「ディーふらぐ！」BD&DVD第一巻特典曲(2014)
  - 8bit skipper（作詞・作曲・編曲） - 柴崎芦花（CV:花澤香菜）TVアニメ「ディーふらぐ！」BD&DVD第二巻特典曲(2014)
  - Funaboric syndrome（作詞・作曲・編曲） - 船堀さん（CV:豊崎愛生）TVアニメ「ディーふらぐ！」BD&DVD第三巻特典曲(2014)
  - Su・i・ma・se・n（作詞・作曲・編曲） - 烏山千歳（CV:斎藤千和）水上桜（CV:高橋美佳子）TVアニメ「ディーふらぐ！」BD&DVD第四巻特典曲(2014)
- となりの吸血鬼さん
  - †吸tie Ladies†（作詞・作詞・編曲）  - ソフィー・トワイライト（富田美憂），天野灯（篠原侑），夏木ひなた（Lynn），エリー（和氣あず未）TVアニメ「となりの吸血鬼さん」OP曲(2018)
  - 本当は。（作詞・作詞・編曲）  -夏木ひなた（Lynn）TVアニメ「となりの吸血鬼さん」Blu-ray & DVD Vol.3特典曲(2019)
- NEW GAME!
  - いとしかなし月日よ（作詞・作曲・編曲） - TVアニメ「NEW GAME!」BD&DVD第六巻特典曲(2017)
- バトルガール ハイスクール
  - わたしたちのスタートライン！（作曲） -Chuuuuu♡Lip(CV：加藤英美里、内田真礼、南條愛乃、内山夕実、久野美咲)星守アイドルプロジェクト1stアニバーサリーシングル「STAR☆T」収録曲(2016)
  - Believe in Stars（作曲） -Sirius(CV：田村睦心、佐倉綾音、雨宮天、上坂すみれ、原田ひとみ)星守アイドルプロジェクト1stアニバーサリーシングル「STAR☆T」収録曲(2016)
- ハロー!!きんいろモザイク
  - はじまりいろスプラッシュ（共作曲） -忍(CV:西明日香) Music Palette 1 忍*アリス収録曲(2014)
  - こいいろアイリス（作曲） -小路綾(CV:種田梨沙) Music Palette 2 綾*陽子収録曲(2015)
  - Starring!!（作曲） -Rhodanthe* 「Happy⋆Pretty⋆Clover」収録曲(2016)
- B-Project
  - Karma（作詞・作曲・編曲） - キタコレ 北角倫毘沙（きたかどともひさ）：(CV:小野大輔)是国竜持（これくにりゅうじ）：(CV:岸尾だいすけ)「B-project キャラクターCD Vol.1「恋セヨ乙女」」収録曲(2015)
  - Hungry Wolf（作詞・作曲・編曲） - KiLLER KiNG［寺光唯月(CV:西山宏太郎)寺光遙日 (CV:八代拓)不動明謙(CV:千葉翔也)殿弥勒(CV:江口拓也)］「Hungry Wolf」収録曲(2016)
  - ALL RIGHT!!（作曲・編曲） - 阿修悠太(CV:花江夏樹) THRIVE「超感デスティニー」収録曲(2018)
  - umbrella（作曲・編曲） - 寺光唯月(CV:西山宏太朗) KiLLER KiNG 「ファントム・オブ・ラブ」収録曲(2018)
  - Movin 'on（作曲・編曲） - 音済百太郎(cv.柿原徹也) MooNs「GO AROUND」収録曲(2018)
  - 365Days（作詞・作曲・編曲） - キタコレ 北角倫毘沙（きたかどともひさ）：(CV:小野大輔)是国竜持（これくにりゅうじ）：(CV:岸尾だいすけ)「Corazon」収録曲(2019)
  - Good Liar（作詞・作曲・編曲） - KiLLER KiNG［寺光唯月(CV:西山宏太郎)寺光遙日(CV:八代拓)不動明謙(CV:千葉翔也)殿弥勒(CV:江口拓也)］「Good Liar」収録曲(2020)
  - Life is Swingin’ Groovin’ Show（作詞・作曲・編曲） - キタコレ 北角倫毘沙（きたかどともひさ）：(CV:小野大輔)是国竜持（これくにりゅうじ）：(CV:岸尾だいすけ)「Life is Swingin’ Groovin’ Show」収録曲(2021)
  - Dawn of a new era（作曲・編曲） - 倒幕派（THRIVE＆KiLLER KiNG）AMBITIOUS LEGEND　倒幕派ver.収録曲(2023)
  - Cinematic（作詞・作曲・編曲） - B-Project TVアニメ「B-PROJECT ～熱烈＊ラブコール～」ED曲(2023)
  - Dear（作曲・編曲） - B-PROJECT Birthday Project「Time」不動明謙（KiLLER KiNG）収録曲(2023)
  - Miracles（作詞・作曲・編曲）- キタコレ　熱烈＊ラブコール　ダイコクver.収録曲(2023)
  - Ding! Dong! Ding! Dang!（作曲・編曲） - B-PROJECT Birthday Project「Time」王茶利暉（CV：森久保祥太郎）収録曲(2024)
- ひなこのーと
  - しあわせ色（作詞・作曲・編曲） - 柊真雪(CV：小倉唯)萩野千秋(CV：東城日沙子)「かーてんこーる!!!!!」収録曲(2017)
- 美男高校地球防衛部LOVE!
  - 鳴子流「株で儲ける方程式」（作曲・編曲） - 鳴子硫黄(CV:白井悠介)「TV 美男高校地球防衛部LOVE! キャラクターソングCD1 バトルラヴァーズ SONGS 〜LOVE Shower!〜」収録曲(2015)
  - Butler's Philosophy（作曲・編曲） - 有馬燻(CV:福山潤)「TV 美男高校地球防衛部LOVE! キャラクターソングCD2 カエルラ・アダマス SONGS 〜Conquest!〜」収録曲(2015)
  - LOVE FRIENDS（作曲・編曲） - 地球防衛部［箱根有基(CV:山本和臣)由布院煙(CV:梅原裕一郎)鬼怒川熱史(CV:西山宏太朗)鳴子硫黄(CV:白井悠介)蔵王立(CV:増田俊樹)］「Let's Go!! LOVE Summer♪」収録曲(2015)
- 美男高校地球防衛部LOVE!LOVE!
  - 風呂は究極極楽施設!!（作曲・編曲） - 由布院煙(CV:梅原裕一郎)「美男高校地球防衛部LOVE！LOVE！キャラクターソングCD①バトルラヴァーズ SONGS～LOVE Fountain!～」収録曲(2016)
  - Brother Lover Rapper feat. MC YOU MORE TONE & MC GO-Rap from KUROTAMAYU（作曲・編曲） - 箱根有基(CV:山本和臣)&箱根強羅（CV:杉田智和）「美男高校地球防衛部LOVE！LOVE！キャラクターソングCD③地球防衛部 DUET SONGS～LOVE Attack!～」収録曲(2016)
  - 星にやさしく…Breeze（作曲・編曲） - VEPPer(CV:河本啓佑、村上喜紀)「美男高校地球防衛部LOVE！LOVE！キャラクターソングCD④VEPPer ☆The Galaxy Idol☆」収録曲(2016)
- 美男高校地球防衛部LOVE!LOVE!LOVE!
  - 心と心で（作曲・編曲） - 地球防衛部［箱根有基(CV:山本和臣)由布院煙(CV:梅原裕一郎)鬼怒川熱史(CV:西山宏太朗)鳴子硫黄(CV:白井悠介)蔵王立(CV:増田俊樹)］「永遠未来☆LOVE YOU ALL☆／心と心で」収録曲(2017)
- 美男高校地球防衛部HAPPY KISS!
  - 我ら気高きエーデルシュタイン!!（作曲・編曲） - 指宿阿多(CV: 緑川光)宇奈月大樹(CV: 鳥海浩輔)白骨マーサ(CV:松岡禎丞)美男高校地球防衛部HAPPY KISS!エンディングテーマ曲(2018)
  - OH SAY CRY?（作曲・編曲） - 霧島龍馬(CV：小俣凌雅)「キャラクターソングCD① ハッピーキッスSONGS～Happy&Set!～」収録曲(2018)
- 美男高校地球防衛部ETERNAL LOVE！
  - 永久不変☆LOVE IS LIFE☆（作曲・編曲） - 美男高校ALL STARS　10周年記念作品「美男高校地球防衛部ETERNAL LOVE！」主題歌(2025)
- 美男高校地球防衛部ハイカラ！
  - 残光 in your eyes（作曲・編曲） - 蛮華羅新鋭隊(CV:前野智昭 CV:阿座上洋平 CV:山下大輝) 美男高校地球防衛部ハイカラ！ED曲(2025)
- 武装少女マキャヴェリズム
  - Go-Ran-Shin（作詞・作曲・編曲） -花酒蕨（CV:日高里菜）「TVアニメ『武装少女マキャヴェリズム』 ミュージック・コレクションVol.1」収録曲(2017)
- 普通の女子校生が【ろこどる】やってみた。
  - For you!!（作詞・作曲・編曲) - 宇佐美奈々子(CV:伊藤美来)「普通の女子校生が【ろこどる】やってみた。」ヴォーカル・アルバム〜ろこどる課外活動報告〜収録曲(2014)
  - Action!!（作詞・作曲) - 三ヶ月ゆい(CV:吉岡麻耶)、名都借みらい(CV:水瀬いのり)「「普通の女子校生が【ろこどる】やってみた。」ヴォーカル・アルバム〜アイドル、やってます!〜収録曲(2014)
- プリンセスラバー!
  - Feathry Kiss（作詞） - 藤倉優（CV:松岡由貴）テレビアニメ『プリンセスラバー!』キャラクターソングアルバム『Princess Diva!』収録曲(2009)
- ぷちます! -PETIT IDOLM@STER-
  - 天と海の島（作曲） - 我那覇響&ちびき(CV:沼倉愛美)PETIT IDOLM@STER Twelve Campaigns ! Vol.2 四条貴音&たかにゃ + 我那覇響&ちびき収録曲(2014)
- ぼくたちは勉強ができない!
  - Can now,Can now（作詞・作曲） - Study 2ndシングル「Can now,Can now」収録曲 TVアニメ『ぼくたちは勉強ができない！』OP曲(2019)
  - my first story（作詞・作曲・編曲）- 桐須真冬(CV:Lynn) 第2期Blu-ray&DVD4巻特典曲（2020）
- 三ツ星カラーズ
  - 最強無敵アイドルさっちゃんあらわる（作詞・作曲・編曲） - さっちゃん（CV.高野麻里佳）「キャラクターソングシリーズ02 さっちゃん」収録曲(2018)
- UniteUp!
  - 吠えろ！クロスファイヤー（作詞・作曲・編曲）-PROTOSTAR UniteUP!「Unite up!」収録曲(2023)
- ラブライブ!
  - 最低で最高のParadiso（作曲・編曲） - BiBi「ラブライブ！The School Idol Movie特典付前売券第3弾ユニットシングルCD」収録曲(2015)
- ラブライブ！スーパースター!!
  - Special Color（共作曲・共編曲） - Liella!「TVアニメ『ラブライブ！スーパースター!!』3期第2話挿入歌/第3話挿入歌「Bubble Rise / Special Color」収録曲(2024)
- ラブライブ!蓮ノ空女学院スクールアイドルクラブ
  - 365 Days（作曲・編曲） -蓮ノ空女学院スクールアイドルクラブ3rdシングル「Bloom the smile, Bloom the dream!」収録曲(2024)
  - 37.5℃のファンタジー（作曲・編曲） -スリーズブーケ 蓮ノ空女学院スクールアイドルクラブ ユニットスプリットシングル収録曲(2025)
- Rejet
  - もぎたて☆レスカ（作曲・編曲） -高橋胡桃『FRESH KISS 100%』主題歌(2016)

### ゲーム＆メディアミックス
- IDOLY PRIDE
  - Girls in wonderland（作詞・作曲・編曲）- 成宮すず×兵藤雫×鈴村優×長瀬琴乃×川咲さくら ゲーム内イベント曲(2025)
- ウタヒメドリーム
  - 狙いうち（編曲）- 高木凛 (CV:鷲見友美ジェナ)「狙いうち」(2023)
- ウマ娘 プリティーダービー
  - 恋する世界（作詞・作曲・編曲） - ファインモーション(CV:橋本ちなみ)「ウマ娘 プリティーダービー STARTING GATE 09」収録曲(2018)
- A3!
  - Spring has come!（作詞・作曲・編曲） - 春組(CV:酒井広大、白井悠介、西山宏太朗、浅沼晋太郎、五十嵐雅)「First SPRING EP」収録曲(2017)
  - シトロンの正しい日本語講座?（作詞・作曲・編曲） - シトロン(CV:五十嵐雅)「Blooming SPRING EP」収録曲(2017)
  - 春ですね。（作詞・作曲・編曲） - 春組(CV:酒井広大、白井悠介、西山宏太朗、浅沼晋太郎、五十嵐雅、羽多野渉)「A3! VIVID SPRING EP」収録曲(2018)
  - Home（作詞・作曲・編曲） - 春組、シトロン TVアニメ「A3!」EDテーマ曲(2020)
  - 夢千里（作詞・作曲・編曲） - シトロン(CV:五十嵐雅)、雪白東(CV:柿原徹也) A3!ミックス公演『千里花物語』公演曲(2021)
  - The storyteller（作詞・作曲・編曲） - 皆木綴(CV:西山宏太朗)　A3!バースデー配信曲(2021)
  - Ticket（作詞・作曲・編曲） -春組(CV:酒井広大、白井悠介、西山宏太朗、浅沼晋太郎、五十嵐雅、羽多野渉)新ユニットテーマ曲(2024)
  - Gradation of blue（作詞・作曲・編曲） -同窓生(皆木綴（CV：西山宏太朗）三好一成(CV:赤澤燈）イベント曲(2024)
- Astro Dive
  - SHOUT ALIVE（編曲） -ATOMOSUREINN　雨谷 漣（CV.佐藤 元）逢沢 湊（CV.浦 和希）朝日 颯（CV.大塚 剛央）1stシングル収録曲(2024)
- オルタナティブガールズ2
  - Evening Primrose（作詞・作曲・編曲） - 雪城若菜(CV:小清水亜美) 「膨らみかけたChoix Pastry／Evening Primrose」収録曲(2019)
  - My Precious Darling（共編曲） - 我妻恋(CV:長妻樹里) 「My Precious Darling / You're My Shining Star」収録曲(2020)
- きららファンタジア
  - Torchlight～夢の灯り～（作詞・作曲・編曲） - KiraraQuintet 「きららファンタジア」主題歌(2017)
  - Searchlight ～夢とうつつの物語～（作詞・作曲・編曲） - KiraraTerzet 「きららファンタジア」第2部主題歌(2021)
- グランブルーファンタジー
  - 三羽烏漢唄～GRANBLUE FANTASY（作詞[注 1]）- オイゲン（CV:藤原啓治）、ソリッズ（CV:小山力也）、ジン（CV：安元洋貴）（2016）
  - The Dragon Knights ~GRANBLUE FANTASY~（作詞）- ランスロット（CV:小野友樹）ヴェイン（CV:江口拓也）パーシヴァル（CV:逢坂良太）ジークフリート（CV:井上和彦）（2016）
  - カフェdeパーリナイ ダンチョのお悩み俺らがまるっと秒で解決編SP ~GRANBLUE FANTASY~（作詞・コーラス）- ローアイン（CV:白石稔）、 エルセム（CV:石井マーク）、トモイ（CV:榎木淳弥）（2017）
  - メリーラァヴ ～GRANBLUE FANTASY～（作曲） - クラリス（CV:佐倉綾音）、セン（CV:広橋涼）、ファスティバ（CV:稲田徹）(2017)
  - 愛・鋼戦士（作曲） - 水木一郎(2021)
- 決戦!平安京
  - Survive（作詞・作曲・編曲） - 鬼切（CV：鳥海浩輔）スマホ向けMOBA「決戦！平安京」2周年記念楽曲(2019)
  - Rebless（作詞・作曲・編曲） - 十六谷（CV：上坂すみれ）スマホ向けMOBA「決戦！平安京」3周年記念楽曲(2021)
- CRくるくるぱちんこ 新EX麻雀2
  - なんだpanda!（作詞・編曲） -玄武転身香蓮（CV:ゆかな） CRくるくるぱちんこ 新EX麻雀2 くるくるぱちんこ『新ＥＸ麻雀２』 今度は変身しちゃうんだから！収録曲(2013)
- ゼンレスゾーンゼロ
  - 暁の空に、輝ける誓い（作詞） -ハセガワダイスケ スターライトナイトEP収録曲(2025)
- 8月のシンデレラナイン
  - 浪漫飛行（編曲） - 有原 翼（CV：西田望見）東雲 龍（CV：近藤玲奈）野崎夕姫（CV：南早紀）河北智恵（CV：井上ほの花） カバーミニアルバム「あの夏の記録(レコード)」収録曲(2019)
  - IENAI（作詞・作曲・編曲）- 我妻 天（CV：相坂優歌）桜田 千代（CV：河瀬茉希）小鳥遊 柚（CV：楠木ともり）草刈 ルナ（CV：青木志貴）リン・レイファ（CV：福緒唯）4th miniアルバム「刹那、轟く歓声」収録曲(2020)
  - 青の真実（作詞・作曲・編曲） ‐  HUiT 3rdフルアルバム「HACHINAI BEST 3」収録曲(2023)
  - Starting Line（作詞・作曲・編曲）- Clutch! 3rdフルアルバム「HACHINAI BEST 3」収録曲(2023)
- PRELUDERS
  - 運命共同体のうた（作詞・作曲・編曲）- High Five 2ndシングル「I'm a HERO」収録曲(2022)
  - Loser（作詞）- 1stアルバム「By Your Side」収録曲(2022)
- ブラックスター -Theater Starless-
  - Sadistic Braver（作詞）- 青桐 (Singer：SHIN)　エイプリルフールイベント「勇者、異世界ニ転生ス」公演曲(2024)
  - 魔界ニ君臨セシ常闇ノ王（作詞・作曲・編曲）-運営（Singer：太田将熙）　エイプリルフールイベント「勇者、異世界ニ転生ス」公演曲(2024)
  - Oh my Pollyanna!（作詞）-TeamW 晶（Singer：小林太郎）サンリオキャラクターズコラボ記念曲(2024)
  - なんて素敵なレイニーデイ（作詞・作曲・編曲）-運営（Singer：太田将熙）　エイプリルフールイベント「なんて素敵なStarless Show」公演曲(2025)
  - My Starless Show（作詞・作曲・編曲）-運営（Singer：太田将熙）　エイプリルフールイベント「勇者、異世界ニ転生ス」公演曲(2024)
- ユアマジェスティ
  - mort d’amour（作詞・作曲・編曲）- ルル(Singer：春奈るな)ゲーム内実装曲(2023)
  - 哭（作詞）- コンスタンス（Singer：前島麻由）ゲーム内実装曲(2023)
  - Marry you,Marry Me （作詞）- ミコ（Singer：000）ルル（Singer：春奈るな）ゲーム内実装曲(2023)
  - ケセラセラ、Baby（作詞・作曲・編曲）- テオ（Singer：松岡侑李）ゲーム内実装曲(2023)
  - Festa la Vita（編曲) - クロード(Singer：大山真志）キャラクターソング(2023)
  - White SnowDrop（作詞・作曲・編曲）- スタフカ（Singer：滝澤諒）キャラクターソング(2023)
  - Twisted Lovers（作詞・作曲・編曲）- ヘレナ（Singer：藤川千愛）キャラクターソング（2024）
  - Black Discipline（作詞）- スタフカ（Singer：滝澤諒）キャラクターソング(2024)
- Re:ステージ!
  - Glory Star（作詞・作曲・編曲） - 岬珊瑚(CV：田中あいみ) Stellamaris 1st Album「Q.E.D」収録曲(2019)
  - Blooming,Blooming（作詞・作曲・編曲） - 式宮舞菜（CV：牧野天音）Re:ステージ! ドリームデイズ♪SONG SERIES②　Personal Music収録曲(2019)
- リモート☆ホスト
  - Most beautiful 俺（作詞・作曲・編曲）- 環珠（CV：安田陸矢）「Club Saturno No.2 環珠」収録曲(2021)
  - ガチンコ（作詞・作曲・編曲）- Saturno5「ガチンコ」収録曲(2022)
  - I'm me（作詞・作曲・編曲）- 明星（CV：田邊幸輔）リモート☆ホストClub Venere No.2 明星「i’m me」収録曲(2022)
  - Cradle（作詞・作曲・編曲）- 金多（CV：岡野友佑）リモート☆ホストClub Venere No.5 金多収録曲(2022)
  - Green Green（作詞・作曲・編曲）- てん星（CV：柴野嵩大）リモート☆ホストClub Saturno No.4 てん星「Green Green」収録曲(2022)
  - どうか愛を止めないで…（作詞・作曲・編曲）- 輝石（CV 坂田将吾）＆金多（CV 岡野友佑）リモート☆ホストデュエットCD②収録曲（2024）
- 輪廻のラグランジェ
  - ジャージ部 Forever（作詞・作曲・編曲） - 鴨女ジャージ部『パチスロ 輪廻のラグランジェ』収録曲(2014)

### 特撮関連
- ウルトラマンR/B
  - Hands（作詞・共作曲・共編曲） - オーイシマサヨシウルトラマンR/B主題歌(2018)
- 宇宙戦隊キュウレンジャー
  - キューレットザチャンス（作曲・編曲） - Project.R(Sister MAYO、高取ヒデアキ)「ミニアルバム 宇宙戦隊キュウレンジャー(1)」収録曲(2017)
- 騎士竜戦隊リュウソウジャー
  - 騎士竜戦隊リュウソウジャー（作曲） - 幡野智宏　騎士竜戦隊リュウソウジャー主題歌(2019)
- 機界戦隊ゼンカイジャー
  - 全力全開！ゼンカイジャー（作曲・編曲）- つるの剛士　機界戦隊ゼンカイジャー主題歌(2021)
- 王様戦隊キングオージャー
  - 全力キング（作曲・編曲） - 古川貴之王様戦隊キングオージャー主題歌(2023)
  - The Prophet（作詞・作曲・編曲） - 古川貴之王様戦隊キングオージャー EP vol.2収録曲(2023)
- 爆上戦隊ブンブンジャー
  - コツコツ-PON-PON（作詞・作曲・編曲） -ブンドリオ・ブンデラス（CV：松本梨香）爆上戦隊ブンブンジャーED曲(2024)
  - カレーは辛ぇが華麗なり（作詞・作曲・編曲） -ブンドリオ・ブンデラス（CV：松本梨香）爆上戦隊ブンブンジャー挿入歌(2024)

### ドラマ等
- 特捜9
  - 愛人ホテル（作曲・編曲） - テレビ朝日系ドラマ「特捜9」劇中歌(2018)
  - 秘密のネクタイ（作曲・編曲） - テレビ朝日系ドラマ「特捜9」劇中歌(2018)

### テニスの王子様シリーズ
- 越前リョーマ
  - 君のそばに（共作詞、作曲・編曲） - 3rdアルバム『RYOMA』収録曲(2012)
  - So Young!!（作詞・作曲・編曲） - 3rdアルバム『RYOMA』収録曲(2012)
  - 7TH DIRECTION（with跡部景吾）（作曲） - 3rdアルバム『RYOMA』収録曲(2012)
  - レゾンデートル（作詞・作曲・編曲） - 3rdアルバム『RYOMA』収録曲(2012)
  - Dash for Dream（編曲） - 3rdアルバム『RYOMA』収録曲(2012)
  - Shout up to the sky（共作詞、作曲・編曲） - 3rdアルバム『RYOMA』収録曲(2012)
  - 伝えたいんだ（作曲・編曲） - 3rdアルバム『RYOMA』収録曲(2012)
- 手塚国光
  - 翼〜ツバサ〜（作詞・作曲） - 2ndアルバム『IMPRESSIVE』収録曲(2009)
  - bravery（作詞・作曲） - 2ndアルバム『IMPRESSIVE』収録曲(2009)
  - 夢の咲く場所（作詞・作曲） - シングル『たとえば今…』収録曲(2017)
- 不二周助
  - 夏空の五線譜（作詞・作曲） - 2ndアルバム『BIG WAVE』収録曲(2010)
  - アマイユメ（作詞・作曲） - 2ndアルバム『BIG WAVE』収録曲(2010)
- 脱帽
  - 1 2 3 4 5 Ready Go!（作詞・作曲・編曲） - 1stシングル『1 2 3 4 5 Ready Go!』収録曲(2010)
- 平理とん平＆天神耕介
  - かませ犬のブルース（作詞） - シングル『THE BEST OF U-17 PLAYERS Ⅲ TONPEI HIRARI&TENJIN KOUSUKE』収録曲(2013)
- 大和祐大
  - 幻有夢現（作詞・作曲） - シングル『THE BEST OF U-17 PLAYERS Ⅴ YUDAI YAMATO』収録曲(2013)
- 菊丸英二
  - 夢の途中（作詞・作曲・編曲） - アルバム『THE PRINCE OF TENNIS II SEIGAKU SUPER STARS』収録曲(2014)
- 茄子
  - Venus（共作曲・編曲） -4thシングル「Venus」収録曲(2014)
- 跡部景吾
  - 革命への前奏曲（作曲） -『新テニスの王子様 OVA vs Genius10』オープニングテーマ 12thシングル「革命への前奏曲」収録曲(2014)
- 日吉若
  - 冬、庵にて（作詞・作曲・編曲） -アルバム『下克上』収録曲(2015)
- 海堂 薫・日吉若・切原赤也・財前 光
  - Room 205（作曲・編曲） -シングル『Room 205』収録曲(2020)

## 演奏等参加曲

### J-POP
- 遊助
  - SnowRoad（コーラスアレンジ・コーラス） - 9thシングル『一笑懸命/イナヅマ侍』収録曲(2011)
  - 本当にそれでいいの？（コーラスアレンジ・コーラス） - 23rdシングル『雑草より』収録曲(2017)
- Tokyo Cheer2 Party
  - キセキのチカラ（Ag） -3rdシングル 『進め！フレッシュマン』収録曲(2014)

### アニメ、キャラソン、声優
- 真・三國無双7
  - THE FORERUNNER（コーラス） - 楽進(CV：伊藤健太郎)『真・三國無双7キャラクターソング集Ⅰ 〜魏〜』収録曲(2013)
- 美男高校地球防衛部シリーズ
  - Just going now!!（コーラス） - 地球防衛部『絶対無敵☆Fallin'LOVE☆』収録曲(2015)
  - 我ら正義のカエルラ・アダマス!!（コーラス） - 地球征服部『I miss youの3メートル』収録曲(2015)
  - Let's Go!! LOVE Summer♪（コーラス） - 地球防衛部『Let's Go!! LOVE Summer♪』収録曲(2015)
  - 沸点突破☆LOVE IS POWER☆（コーラス） - 地球防衛部『沸点突破☆LOVE IS POWER☆』収録曲(2016)
  - Boys Go Straight（コーラス） - 地球防衛部『沸点突破☆LOVE IS POWER☆』収録曲(2016)
  - あなたは遥か一等星（コーラス） - VEPPer『あなたは遥か一等星』収録曲(2016)
  - ☆Star☆The☆VEPPer☆（コーラス） - VEPPer『あなたは遥か一等星』収録曲(2016)
  - WORLD WIDE LOVE LEADER（コーラス） - 蔵王 立（CV増田俊樹)『美男高校地球防衛部LOVE！LOVE！キャラクターソングCD①バトルラヴァーズ SONGS～LOVE Fountain !～』収録曲(2016)
  - Feel it!（コーラス） - 鳴子硫黄（CV白井悠介）『美男高校地球防衛部LOVE！LOVE！キャラクターソングCD①バトルラヴァーズ SONGS～LOVE Fountain!～』収録曲(2016)
  - ぐるぐる大変EVERYDAY!!（コーラス） - 鬼怒川熱史（CV西山宏太朗）『美男高校地球防衛部LOVE！LOVE！キャラクターソングCD①バトルラヴァーズ SONGS～LOVE Fountain!～』収録曲(2016)
  - Moon the Jealousy（コーラス） - 別府月彦（CV河本啓佑）『美男高校地球防衛部LOVE！LOVE！キャラクターソングCD②VEPPer SONGS～Shooting Star!～』収録曲(2016)
  - Sun the Festival（コーラス） - 別府日彦（CV村上喜紀）『美男高校地球防衛部LOVE！LOVE！キャラクターソングCD②VEPPer SONGS～Shooting Star!～』収録曲(2016)
  - 星降る海のSTAGEで（コーラス） - VEPPer『美男高校地球防衛部LOVE！LOVE！キャラクターソングCD②VEPPer SONGS～Shooting Star!～』収録曲(2016)
  - -Halfway-（コーラス） - 鳴子硫黄（CV白井悠介）&蔵王立（CV増田俊樹）『美男高校地球防衛部LOVE！LOVE！キャラクターソングCD③地球防衛部 DUET SONGS～LOVE Attack!～』収録曲(2016)
  - 騒がしき輝きし日々（コーラス） - 由布院煙（CV梅原裕一郎）&鬼怒川熱史（CV西山宏太朗）『美男高校地球防衛部LOVE！LOVE！キャラクターソングCD③地球防衛部 DUET SONGS～LOVE Attack!～』収録曲(2016)
  - 純情革命D.F.G（コーラス） - VEPPer『美美男高校地球防衛部LOVE！LOVE！キャラクターソングCD④VEPPer ☆The Galaxy Idol☆』収録曲(2016)
  - WE ARE GALAXY IDOL（コーラス） - VEPPer『美男高校地球防衛部LOVE！LOVE！キャラクターソングCD④VEPPer ☆The Galaxy Idol☆』収録曲(2016)
  - 永遠未来☆LOVE YOU ALL☆（コーラス） - 地球防衛部『永遠未来☆LOVE YOU ALL☆』収録曲(2017)
  - 絶対最幸☆HAPPY KISS☆（コーラス） - 地球防衛部HK『永遠未来☆LOVE YOU ALL☆』収録曲(2017)
  - HAPPY READY?????（コーラス） - 地球防衛部HK『絶対最幸☆HAPPY KISS☆』収録曲(2018)
  - オーレイ!ノブレス・オブリージュ（コーラス） - 地球征服部ES『我ら気高きエーデルシュタイン!!』収録曲(2018)
  - 二度寝の前に聴いた声（コーラス） - 修善寺鏡太郎（CV：下鶴直幸）『キャラクターソングCD① ハッピーキッスSONGS～Happy&Set！～』収録曲(2018)
  - サディスティックにBE HAPPY★（コーラス） - 和倉七緒（CV：石井孝英）『キャラクターソングCD① ハッピーキッスSONGS～Happy&Set！～』収録曲(2018)
  - THIS IS THE MANZA!!（コーラス） - 万座太子（CV：安田陸矢）『キャラクターソングCD① ハッピーキッスSONGS～Happy&Set！～』収録曲(2018)
  - 白薔薇が咲く（コーラス） - 指宿阿多（CV：緑川 光）『キャラクターソングCD② エーデルシュタインSONGS～Die Verwandlung！～』収録曲(2018)
  - Good day, Bad day（コーラス） - 宇奈月大樹（CV：鳥海浩輔）『キャラクターソングCD② エーデルシュタインSONGS～Die Verwandlung！～』収録曲(2018)
  - 喰らえ！デブレバター!!（コーラス） - 白骨マーサ（CV：松岡禎丞）『キャラクターソングCD② エーデルシュタインSONGS～Die Verwandlung！～』収録曲(2018)
  - TRUST YOU（コーラス） - 修善寺鏡太郎（CV：下鶴直幸） & 霧島龍馬（CV：小俣凌雅）『美男高校地球防衛部HAPPY KISS!キャラクターソングCD(3)デュエットSONGS～Happy&Turn!～』収録曲(2018)
  - 意地っぱり合いEveryday!（コーラス） - 万座太子(CV：安田陸矢) & 道後一六(CV：葉山翔太)『美男高校地球防衛部HAPPY KISS!キャラクターソングCD(3)デュエットSONGS～Happy&Turn!～』収録曲(2018)
  - お互いさまと笑ったら（コーラス） - 和倉七緒（CV：石井孝英）&宇奈月大樹（CV：鳥海浩輔）『美男高校地球防衛部HAPPY KISS!キャラクターソングCD(3)デュエットSONGS～Happy&Turn!～』収録曲(2018)
  - 時計の針はすれ違い…（コーラス） - 指宿阿多（CV：緑川光）&修善寺鏡太郎（CV：下鶴直幸）『美男高校地球防衛部HAPPY KISS!キャラクターソングCD(3)デュエットSONGS～Happy&Turn!～』収録曲(2018)
- ニル・アドミラリの天秤
  - Scarlet Blood（コーラス） - 尾崎隼人（CV：梶裕貴）『TVアニメ「ニル・アドミラリの天秤」キャラクターソングシリーズ』収録曲(2018)
  - 夜風色のSerenade（コーラス） - 鴻上 滉（CV：岡本信彦）『TVアニメ「ニル・アドミラリの天秤」キャラクターソングシリーズ』収録曲(2018)
- テニスの王子様
  - 君との距離を測らせて（Eg,Bass） - 滝萩之介『THE PRINCE OF TENNIS II HYOTEI SUPER STARS』収録曲(2014)
  - Old-fashioned Boy（Eg,Bass） - 日吉若『THE PRINCE OF TENNIS II HYOTEI SUPER STARS』収録曲(2014)
  - 潰せ 眠れ 笑え 消えろ そして証明しろ（コーラス） - 跡部景吾『THE PRINCE OF TENNIS II HYOTEI SUPER STARS』収録曲(2014)
  - 革命への前奏曲（コーラス）- 跡部景吾『革命への前奏曲』収録曲(2014)
  - デオキシリボ拡散（コーラス） - 乾 貞治『THE PRINCE OF TENNIS II SEIGAKU SUPER STARS』収録曲(2014)
  - 無敵なピーチタイム（コーラス） - 桃城 武『THE PRINCE OF TENNIS II SEIGAKU SUPER STARS』収録曲(2014)
  - Want you!（コーラス） - 越前リョーマ『THE PRINCE OF TENNIS II SEIGAKU SUPER STARS』収録曲(2014)
- ミカグラ学園組曲
  - 革新的ヒロイズム（コーラス） - 二宮シグレ（CV：島﨑信長）TVアニメ「ミカグラ学園組曲」BD＆DVD Vol.1特典曲(2015)
  - 我楽多イノセンス（コーラス） - 九頭竜京摩（CV：細谷佳正）TVアニメ「ミカグラ学園組曲」BD＆DVD Vol.1特典曲(2015)
  - 無気力クーデター（コーラス） - 赤間遊兎（CV：花江夏樹）TVアニメ「ミカグラ学園組曲」BD＆DVD Vol.2特典曲(2015)
  - 花吹雪リフレクト（コーラス） - 湊川貞松（CV：古川慎）TVアニメ「ミカグラ学園組曲」BD＆DVD Vol.3特典曲(2015)
  - 不条理ルーレット（コーラス） - ビミィ（CV：松岡禎丞）TVアニメ「ミカグラ学園組曲」BD＆DVD Vol.4特典曲(2015)
- 幻想神域
  - Inoccent World（Ag） - MMORPG「幻想神域」中国版主題歌(2015)
- ダイヤのA
  - 風の中のシーソーゲーム（コーラス） - 小湊春市（CV：花江夏樹）&小湊亮介(CV:岡本信彦) TVアニメ「ダイヤのA」キャラクターソングシリーズEX収録曲(2015)
  - TEAM ROCK（コーラス） -金丸信二(CV：松岡禎丞) TV ダイヤのA キャラクターソングシリーズVOL.12収録曲(2015)
- 剣が君
  - 真愛（コーラス） -剣が君 for V 二重唱(デュエットソング) 日輪之章「九十九丸・螢」収録曲(2015)
  - 夢の橋（コーラス） -剣が君 for V 二重唱(デュエットソング) 朧月之章「黒羽実彰・縁」収録曲(2015)
  - 桜河（コーラス） -剣が君 for V 二重唱(デュエットソング) 海原之章「鷺原左京・鈴懸」収録曲(2015)
- 進撃!巨人中学校
  - 反撃の大地（コーラス） -TVアニメ「進撃! 巨人中学校」ED主題歌キャラクターソング 反撃の大地 エレン・イェーガー(CV:梶裕貴)、ジャン・キルシュタイン(CV:谷山紀章)、ミカサ・アッカーマン(CV:石川由依)from attackers収録曲(2015)
- ファンタシースターオンライン2 ジ アニメーション
  - エレメントの勇気（コーラス） -橘 イツキ(CV:蒼井翔太) TVアニメ「ファンタシースターオンライン2 ジ アニメーション」キャラクターソングCD収録曲(2016)
- Room Mate
  - 君色スマイル（コーラス） -葦原巧（CV：前野智昭） 仁科葵（CV：花江夏樹） 宮坂真也（CV：鳥海浩輔) TVアニメ「Room Mate」主題歌(2017)
- 浦島坂田船
  - NO DRIVE, NO LIFE（コーラス） -Album「Four the C」収録曲(2017)
- Rejet
  - FLY×HIGH×FLY（コーラス） -ピタゴラス スペクタクルツアー ライブ Vol.1「西遊記」収録曲(2017)
- 隣の家族は青く見える
  - フジテレビ系TVドラマ「隣の家族は青く見える」劇伴歌唱(2018)

## ライブ音楽監督
- さくらしめじ
  - 菌育 in the 家 スペシャル！＠SHIBUYA CLUB QUATTRO(2017)
  - 菌育 in the 家 スペシャル！＠マイナビBLITZ赤坂(2017)
  - 菌育 in the 家 ファイナル 真夏の星空ピクニック＠日比谷野外音楽堂(2018)